# Friedrich von Wieser
Friedrich von Wieser, född den 10 juli 1851 i Wien, död den 22 juli 1926, var en österrikisk friherre, nationalekonom och minister.
Wieser är en av de viktigaste tidiga teoretikerna (vid sidan av Carl Menger och Eugen von Böhm-Bawerk) av den österrikiska skolan inom nationalekonomi. Han påverkade bland andra Ludwig von Mises, Friedrich von Hayek och Joseph Schumpeter. Till skillnad från de flesta andra anhängarna av denna strömning var han dock inte helt och hållet klassiskt liberal.